# Malencolía
Malencolía és una pel·lícula gallega del 2021 dirigida i escrita per Alfonso Zarauza i rodada en gallec. És protagonitzada per Melania Cruz i Xulio Abonjo i és una barreja de terror i comèdia. Va rebre 11 nominacions a la 20a edició dels Premis Mestre Mateo, on finalment va guanyar dos premis, millor actor secundari per Diego Anido i millor actriu secundària per Iolanda Muíños.

## Sinopsi
La pel·lícula explica la història de la Sira i el Pepe, una parella que, després de 10 anys de viure a Berlín, decideixen tornar a Galícia. La seva nova residència serà una casa en un poble considerat abandonat, però en el qual viu una dona amb qui iniciaran una estranya relació.

## Personatges
- Melania Cruz com a Sira
- Xúlio Abonjo Escudero com a Pepe
- Iolanda Muíños com Isolina
- Diego Anido
- Xósé A. Touriñán
- Ledicia Sola
- Tito Asorey
- Deborah Vukusic
- Ricardo de Barreiro
- Marta Lado

## Producció
La pel·lícula es va rodar als municipis de Boborás, O Irixo i O Carballiño. La banda sonora fou composta per Xavier Bértolo.